# Adolf Brunnthaler

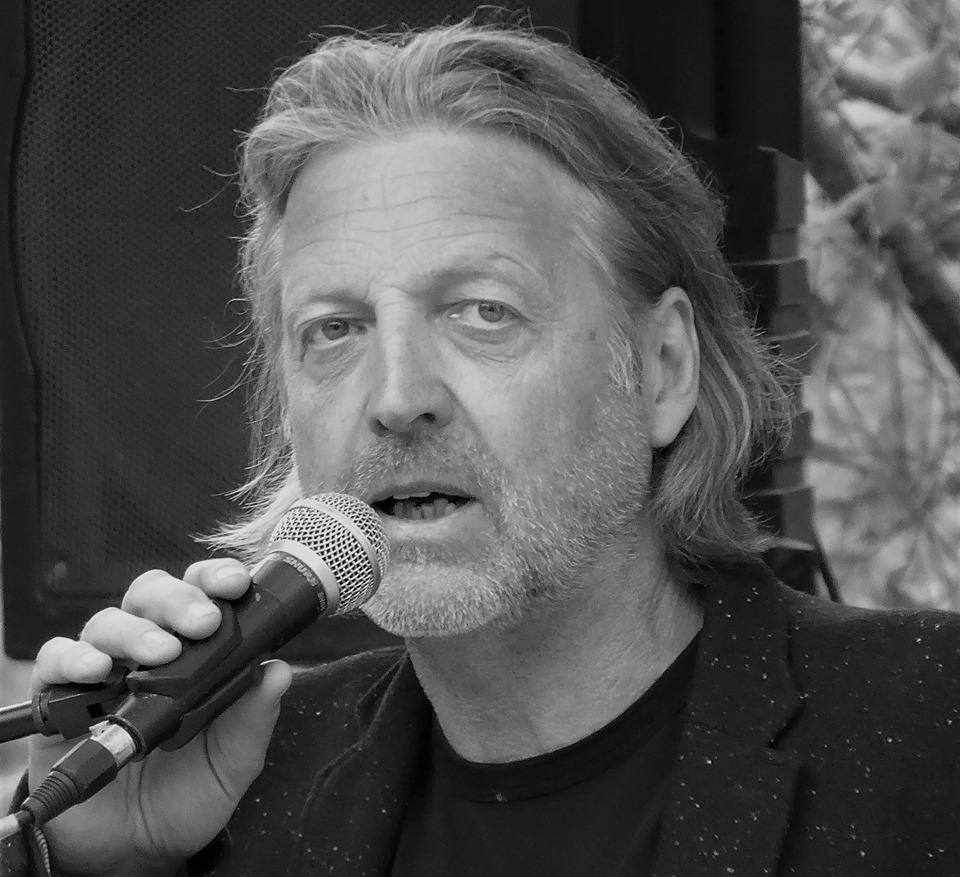
Adolf Brunnthaler bei der Eröffnung der Gedenktafel für die Retter von Teilnehmern am Todesmarsch der ungarischen Jüdinnen und Juden im April 1945.

Adolf Brunnthaler (* 12. Dezember 1958 in Losenstein) ist ein österreichischer Historiker.

## Leben und Wirken
Nach der Matura an der Handelsakademie in Steyr erfolgte 1978 die Ablegung des Präsenzdienstes in Ebelsberg. Von 1979 bis 1980 fand er Arbeit im Amt der OÖ. Landesregierung, Abteilung Wohnungs- und Siedlungswesen. Von 1980 bis 1984 belegte Brunnthaler ein Studium von Germanistik und Geschichte an der Universität Wien. 1985 war seine  Lehramtsprüfung für das Lehramt an Höheren Schulen und Unterricht an BRG Steyr, HTL Braunau und BBS Weyer. Von 1999 bis 2005 folgte ein Doktoratsstudium an der Universität Wien, Dissertation über die „Messingfabrik Reichraming“.
Wissenschaftlicher Leiter des Projekts „Losensteiner Nagelschmiedweg“ war er bei der OÖ. Landesausstellung 1998, und Gründung des Mauthausen Komitees Dipoldsau / Weyer an der Enns im Jahr 2001 mit jährlichen Gedenkfeiern, Errichtung des neuen Denkmals auf der Dipoldsau im Jahr 2005 als Projekt der Europäischen Union. Er war Mitbegründer der historischen Zeitschrift PRO REGIO im Jahr 2016. Von 2009 bis 2021 war er Vizebürgermeister der Marktgemeinde Weyer.

## Publikationen (Auswahl)
- Losenstein. Mit der Häuserchronik von Helmut Begsteiger, 1995, Heimatbuch
- Pfarrkirche Losenstein, 1998, Kirchenführer
- Reichraming. Mit der Häuserchronik von Helmut Begsteiger, 2000, Heimatbuch
- Strom für den Führer, 2000, Verlag Bibliothek der Provinz, ISBN 978-3-85252-344-6
- Sepp Hinding – Alleingang am Everest, 2003, Verlag Ennsthaler, ISBN 978-3-85068-616-7
- Sepp Larch – Vom Gesäuse in den Karakorum, 2006, Verlag Ennsthaler, ISBN 978-3-85068-697-6
- Die Messingfabrik Reichraming. Ein Paradebeispiel der österreichischen Wirtschaftsgeschichte, 2009, ISBN 978-3-8381-0474-4
- Weyer, 2009, Heimatbuch, ISBN 978-3-7059-0298-5
- Traunviertel (Beiträge), 2013, ISBN 978-3-902775-13-9
- Oberösterreich (Beiträge), 2016, ISBN 978-3-9503761-8-0
- St. Gotthard im Mühlkreis, Heimatbuch, 2021, ISBN 978-3-902865-19-9